# Aeropuerto de Kadapa
El Aeropuerto de Kadapa (IATA: CDP, OACI: VOCP) es un aeropuerto situado a 8 km al noroeste de Kadapa, Andhra Pradesh, India. La Dirección de Aeropuertos de India maneja la instalación. El aeropuerto reabrió en 2015 tras varios años de desuso, y a febrero de 2020 cuenta con vuelos a tres ciudades del país.

## Historia
En los años 1980 la línea aérea Vayudoot volaba desde Kadapa a Hyderabad. Sin embargo, el aeropuerto se quedó sin servicio comercial después de que Vayudoot cesó de volar a Kadapa. En 2005 el gobierno de Andhra Pradesh finalizó planes para modernizar la instalación y facilitar la vuelta de vuelos regulares; firmó un memorándum de entendimiento con la Dirección de Aeropuertos de India dos años después.
Las obras costaron 420 millones de rupias, y el aeropuerto modernizado se inauguró en junio de 2015. Un vuelo de la aerolínea regional Air Pegasus desde Bangalore aterrizó el mismo día para marcar la reanudación de servicio aéreo en Kadapa.

## Instalaciones
El aeropuerto cuenta con una pista en dirección 11/29 que mide 2000 m. Además, la terminal puede servir a 100 pasajeros por hora, y la rampa tiene espacios para tres aviones del tamaño de un ATR 72.

## Aerolíneas y destinos
| Aerolíneas | Destinos                                                 | Refs. |
| ---------- | -------------------------------------------------------- | ----- |
| IndiGo     | Bangalore, Chennai, Hyderabad, Vijayawada, Visakhapatnam | [ 6 ] |

## Estadísticas
Ver fuente y consulta Wikidata.